# Liste des aéroports les plus fréquentés au Maroc
L’année 2019 est une année record pour les aéroports du Royaume qui ont accueilli 25 059 840 passagers, soit une hausse de l’ordre de +11,18% par rapport à l’année 2018

## En graphique
Pour des raisons techniques, il est temporairement impossible d'afficher le graphique qui aurait dû être présenté ici.

Voir la requête brute et les sources sur Wikidata.

## Classement 2019
| Rang | Aéroport                            | Ville      | Code | Total Passagers | Évolution | Capacité   |
| 1    | Aéroport Mohammed V - Casablanca    | Nouaceur   | CMN  | 10 306 293      | 5,88 %    | 14 000 000 |
| 2    | Aéroport de Marrakech - Menara      | Marrakech  | RAK  | 6 396 394       | 21,13 %   |            |
| 3    | Aéroport Agadir - Al Massira        | Agadir     | AGA  | 2 008 465       | 4,46 %    |            |
| 4    | Aéroport Fès - Saïss                | Fès        | FEZ  | 1 417 881       | 8,22 %    |            |
| 5    | Aéroport Tanger - Ibn Batouta       | Tanger     | TNG  | 1 353 860       | 20,07 %   |            |
| 6    | Aéroport international Rabat - Salé | Salé       | RBA  | 1 100 846       | 11,46 %   |            |
| 7    | Aéroport de Nador - Al Aroui        | Nador      | NDR  | 772 371         | 8,68 %    |            |
| 8    | Aéroport Oujda - Angad              | Oujda      | OUD  | 701 913         | 3,83 %    |            |
| 9    | Aéroport de Dakhla                  | Dakhla     | VIL  | 256 975         | 26,75 %   |            |
| 10   | Aéroport de Laâyoune                | Laâyoune   | EUN  | 255 610         | 15,25%    |            |
| 11   | Aéroport de Ouarzazate              | Ouarzazate | OZZ  | 136 007         | 52,78 %   |            |
| 12   | Aéroport de Essaouira               | Essaouira  | ESU  | 120 435         | 15,15 %   |            |
| 13   | Aéroport Al Hoceima                 | Al Hoceima | AHU  | 92 121          | 16,13 %   |            |
| ---- | ----------------------------------- | ---------- | ---- | --------------- | --------- | ---------- |

## Classement 2018
| Rang | Aéroport                            | Ville      | Code | Total Passagers | Évolution | Capacité   |
| 1    | Aéroport Mohammed V - Casablanca    | Nouaceur   | CMN  | 9 732 044       | 3,92 %    | 14 000 000 |
| 2    | Aéroport de Marrakech - Menara      | Marrakech  | RAK  | 5 279 575       | 20,92 %   |            |
| 3    | Aéroport Agadir - Al Massira        | Agadir     | AGA  | 1 922 344       | 24,48 %   |            |
| 4    | Aéroport Fès - Saïss                | Fès        | FEZ  | 1 309 481       | 17,33 %   |            |
| 5    | Aéroport Tanger - Ibn Batouta       | Tanger     | TNG  | 1 127 541       | 4,97 %    |            |
| 6    | Aéroport international Rabat - Salé | Salé       | RBA  | 987 485         | 6,79 %    |            |
| 7    | Aéroport de Nador - Al Aroui        | Nador      | NDR  | 710 559         | 0,51 %    |            |
| 8    | Aéroport Oujda - Angad              | Oujda      | OUD  | 675 917         | 6,32 %    |            |
| 9    | Aéroport de Laâyoune                | Laâyoune   | EUN  | 221 784         | 7,52 %    |            |
| 10   | Aéroport de Dakhla                  | Dakhla     | VIL  | 202 645         | 20,23 %   |            |
| 11   | Aéroport de Essaouira               | Essaouira  | ESU  | 104 587         | 25,38 %   |            |
| 12   | Aéroport de Ouarzazate              | Ouarzazate | OZZ  | 89 024          | 36,94 %   |            |
| 13   | Aéroport Al Hoceima                 | Al Hoceima | AHU  | 79 324          | 10,10 %   |            |
| ---- | ----------------------------------- | ---------- | ---- | --------------- | --------- | ---------- |

## Classement 2017
| Rang | Aéroport                            | Ville      | Code | Total Passagers | Évolution | Capacité   |
| ---- | ----------------------------------- | ---------- | ---- | --------------- | --------- | ---------- |
| 1    | Aéroport Mohammed V - Casablanca    | Nouaceur   | CMN  | 9 357 427       | 8,60 %    | 14 000 000 |
| 2    | Aéroport de Marrakech - Menara      | Marrakech  | RAK  | 4 359 865       | 11,96 %   | 9 000 000  |
| 3    | Aéroport Agadir - Al Massira        | Agadir     | AGA  | 1 544 160       | 15,74 %   | 3 000 000  |
| 4    | Aéroport Fès - Saïss                | Fès        | FEZ  | 1 115 595       | 24,93 %   | 2 500 000  |
| 5    | Aéroport Tanger - Ibn Batouta       | Tanger     | TNG  | 1 070 247       | 26,11 %   | 1 300 000  |
| 6    | Aéroport international Rabat - Salé | Salé       | RBA  | 923 576         | 5,77 %    | 1 800 000  |
| 7    | Aéroport de Nador - Al Aroui        | Nador      | NDR  | 705 276         | 10,18 %   | 550 000    |
| 8    | Aéroport Oujda - Angad              | Oujda      | OUD  | 633 709         | 15,98 %   | 3 000 000  |
| 9    | Aéroport de Laâyoune                | Laâyoune   | EUN  | 204 713         | 12,19 %   | 540 000    |
| 10   | Aéroport de Dakhla                  | Dakhla     | VIL  | 160 399         | 3,85 %    | 360 000    |
| 11   | Aéroport de Essaouira               | Essaouira  | ESU  | 83 324          | 22,58 %   | 360 000    |
| 12   | Aéroport de Ouarzazate              | Ouarzazate | OZZ  | 64 626          | 22,42 %   | 360 000    |
| 13   | Aéroport Al Hoceima                 | Al Hoceima | AHU  | 59 676          | 30,98 %   | 520 000    |

## Classement 2016
| Rang | Aéroport                            | Ville      | Code | Total Passagers | Évolution |
| ---- | ----------------------------------- | ---------- | ---- | --------------- | --------- |
| 1    | Aéroport Mohammed V - Casablanca    | Nouaceur   | CMN  | 8 616 474       | 5,36 %    |
| 2    | Aéroport de Marrakech - Menara      | Marrakech  | RAK  | 3 894 227       | 2,12 %    |
| 3    | Aéroport Agadir - Al Massira        | Agadir     | AGA  | 1 334 173       | 5,24 %    |
| 4    | Aéroport Fès - Saïss                | Fès        | FEZ  | 892 974         | 0,73 %    |
| 5    | Aéroport international Rabat - Salé | Salé       | RBA  | 873 169         | 23,69 %   |
| 6    | Aéroport Tanger - Ibn Batouta       | Tanger     | TNG  | 848 643         | 7,78 %    |
| 7    | Aéroport de Nador - Al Aroui        | Nador      | NDR  | 640 122         | 6,20 %    |
| 8    | Aéroport Oujda - Angad              | Oujda      | OUD  | 546 398         | 4,48 %    |
| 9    | Aéroport de Laâyoune                | Laâyoune   | EUN  | 182 477         | 19,95 %   |
| 10   | Aéroport de Dakhla                  | Dakhla     | VIL  | 154 451         | 20,96 %   |
| 11   | Aéroport de Essaouira               | Essaouira  | ESU  | 67 977          | 3,01 %    |
| 12   | Aéroport de Ouarzazate              | Ouarzazate | OZZ  | 52 791          | 7,10 %    |
| 13   | Aéroport Al Hoceima                 | Al Hoceima | AHU  | 45 560          | 3,63 %    |

## Classement 2015
| Rang | Aéroport                            | Ville     | Code | Total Passagers | Évolution |
| ---- | ----------------------------------- | --------- | ---- | --------------- | --------- |
| 1    | Aéroport Mohammed V - Casablanca    | Nouaceur  | CMN  | 8 180 083       | 2,61 %    |
| 2    | Aéroport de Marrakech - Menara      | Marrakech | RAK  | 3 978 725       | 1,38 %    |
| 3    | Aéroport Agadir - Al Massira        | Agadir    | AGA  | 1 408 148       | 4,04 %    |
| 4    | Aéroport Fès - Saïss                | Fès       | FEZ  | 886 525         | 12,00 %   |
| 5    | Aéroport Tanger - Ibn Batouta       | Tanger    | TNG  | 787 399         | 2,74 %    |
| 6    | Aéroport international Rabat - Salé | Salé      | RBA  | 705 950         | 3,18 %    |
| 7    | Aéroport de Nador - Al Aroui        | Nador     | NDR  | 602 764         | 0,21 %    |
| 8    | Aéroport Oujda - Angad              | Oujda     | OUD  | 522 947         | 1,37 %    |
| 9    | Aéroport de Laâyoune                | Laâyoune  | EUN  | 152 126         | 23,32 %   |
| 10   | Aéroport de Dakhla                  | Dakhla    | VIL  | 127 691         | 31,99 %   |

## Classement 2014
| Rang | Aéroport                            | Ville     | Code | Total Passagers | Évolution |
| ---- | ----------------------------------- | --------- | ---- | --------------- | --------- |
| 1    | Aéroport Mohammed V - Casablanca    | Nouaceur  | CMN  | 7 971 705       | 5,45 %    |
| 2    | Aéroport de Marrakech - Menara      | Marrakech | RAK  | 4 034 410       | 5,38 %    |
| 3    | Aéroport Agadir - Al Massira        | Agadir    | AGA  | 1 467 447       | 0,80 %    |
| 4    | Aéroport Fès - Saïss                | Fès       | FEZ  | 791 564         | 0,10 %    |
| 5    | Aéroport Tanger - Ibn Batouta       | Tanger    | TNG  | 766 364         | 6,80 %    |
| 6    | Aéroport international Rabat - Salé | Salé      | RBA  | 684 213         | 40,87 %   |
| 7    | Aéroport de Nador - Al Aroui        | Nador     | NDR  | 604 013         | 1,29 %    |
| 8    | Aéroport Oujda - Angad              | Oujda     | OUD  | 515 896         | 2,08 %    |
| 9    | Aéroport de Laâyoune                | Laâyoune  | EUN  | 123 356         | 15,28 %   |
| 10   | Aéroport de Dakhla                  | Dakhla    | VIL  | 96 746          | 27,00 %   |

## Classement 2013
| Rang | Aéroport                            | Ville     | Code | Total Passagers | Évolution |
| ---- | ----------------------------------- | --------- | ---- | --------------- | --------- |
| 1    | Aéroport Mohammed V - Casablanca    | Nouaceur  | CMN  | 7 559 751       | 5,20 %    |
| 2    | Aéroport Marrakech - Menara         | Marrakech | RAK  | 3 828 518       | 13,49 %   |
| 3    | Aéroport Agadir - Al Massira        | Agadir    | AGA  | 1 479 341       | 6,82 %    |
| 4    | Aéroport Tanger - Ibn Batouta       | Tanger    | TNG  | 822 259         | 4,40 %    |
| 5    | Aéroport Fès - Saïss                | Fès       | FEZ  | 790 785         | 20,79 %   |
| 6    | Aéroport de Nador - Al Aroui        | Nador     | NDR  | 611 888         | 1,57 %    |
| 7    | Aéroport Oujda - Angad              | Oujda     | OUD  | 505 374         | 12,67 %   |
| 8    | Aéroport international Rabat - Salé | Salé      | RBA  | 485 713         | 38,04 %   |

## Classement 2011
| Rang | Aéroport                            | Ville     | Code | Total Passagers | Évolution |
| ---- | ----------------------------------- | --------- | ---- | --------------- | --------- |
| 1    | Aéroport Mohammed V - Casablanca    | Nouaceur  | CMN  | 7 290 314       | 0,65 %    |
| 2    | Aéroport Marrakech - Menara         | Marrakech | RAK  | 3 430 174       | 0,08 %    |
| 3    | Aéroport Agadir - Al Massira        | Agadir    | AGA  | 1 516 247       | 6,48 %    |
| 4    | Aéroport Tanger - Ibn Batouta       | Tanger    | TNG  | 849 882         | 12,07 %   |
| 5    | Aéroport Fès - Saïss                | Fès       | FEZ  | 792 611         | 7,43 %    |
| 6    | Aéroport de Nador - Al Aroui        | Nador     | NDR  | 572 388         | 29,45 %   |
| 7    | Aéroport Oujda - Angad              | Oujda     | OUD  | 509 188         | 10,68 %   |
| 8    | Aéroport international Rabat - Salé | Salé      | RBA  | 372 145         | 4,02 %    |

## Classement 2010
| Rang | Aéroport                            | Ville     | Code | Total Passagers | Évolution |
| ---- | ----------------------------------- | --------- | ---- | --------------- | --------- |
| 1    | Aéroport Mohammed V - Casablanca    | Nouaceur  | CMN  | 7 245 508       | 13,28 %   |
| 2    | Aéroport Marrakech - Menara         | Marrakech | RAK  | 3 453 044       | 14,98 %   |
| 3    | Aéroport Agadir - Al Massira        | Agadir    | AGA  | 1 627 485       | 11,76 %   |
| 4    | Aéroport Tanger - Ibn Batouta       | Tanger    | TNG  | 767 803         | 17,40 %   |
| 5    | Aéroport Fès - Saïss                | Fès       | FEZ  | 743 018         | 40,08 %   |
| 6    | Aéroport Oujda - Angad              | Oujda     | OUD  | 461 873         | 14,73 %   |
| 7    | Aéroport de Nador - Al Aroui        | Nador     | NDR  | 442 508         | 43,30 %   |
| 8    | Aéroport international Rabat - Salé | Salé      | RBA  | 366 816         | 1,12 %    |

## Classement 2009
| Rang | Aéroport                            | Ville     | Code | Total Passagers | Évolution |
| ---- | ----------------------------------- | --------- | ---- | --------------- | --------- |
| 1    | Aéroport Mohammed V - Casablanca    | Nouaceur  | CMN  | 6 392 789       | 2,95 %    |
| 2    | Aéroport Marrakech - Menara         | Marrakech | RAK  | 2 982 151       | 3,82 %    |
| 3    | Aéroport Agadir - Al Massira        | Agadir    | AGA  | 1 446 735       | 0,58 %    |
| 4    | Aéroport Tanger - Ibn Batouta       | Tanger    | TNG  | 646 370         | 35,88 %   |
| 5    | Aéroport Fès - Saïss                | Fès       | FEZ  | 527 180         | 28,81 %   |
| 6    | Aéroport Oujda-Angad                | Oujda     | OUD  | 400 369         | 9,05 %    |
| 7    | Aéroport international Rabat - Salé | Salé      | RBA  | 352 781         | 5,41 %    |
| 8    | Aéroport de Nador - Al Aroui        | Nador     | NDR  | 307 483         | 42,99 %   |

## Classement 2008
| Rang | Aéroport                            | Ville     | Code | Total Passagers | Évolution |
| ---- | ----------------------------------- | --------- | ---- | --------------- | --------- |
| 1    | Aéroport Mohammed V - Casablanca    | Nouaceur  | CMN  | 6 209 711       | +6,0 %    |
| 2    | Aéroport Marrakech - Menara         | Marrakech | RAK  | 3 100 495       | +1,6 %    |
| 3    | Aéroport Agadir - Al Massira        | Agadir    | AGA  | 1 455 194       | -2,8 %    |
| 4    | Aéroport Tanger - Ibn Battouta      | Tanger    | TNG  | 475 695         | +30 %     |
| 5    | Aéroport Fès - Saïss                | Fès       | FEZ  | 409 260         | +23 %     |
| 6    | Aéroport Oujda-Angad                | Oujda     | OUD  | 367 156         | +17 %     |
| 7    | Aéroport international Rabat - Salé | Salé      | RBA  | 334 675         | +35 %     |
| 8    | Aéroport Nador - Aroui              | Nador     | NDR  | 215 045         | +26 %     |